# تپه طلایی الف
تپه طلایی الف مربوط به عصر آهن است و در شهرستان گنبد کاووس، روستای ولی آباد واقع شده و این اثر در تاریخ ۲۲ تیر ۱۳۷۹ با شمارهٔ ثبت ۲۷۲۸ به‌عنوان یکی از آثار ملی ایران به ثبت رسیده است.